# بوبي جونز (مغني)
بوبي جونز (بالإنجليزية: Bobby Jones)‏ هو مغني أمريكي، ولد في 18 سبتمبر 1939 في هنري في الولايات المتحدة.

## وصلات خارجية
- بوبي جونز على موقع ميوزك برينز (الإنجليزية)
- بوبي جونز على موقع أول ميوزيك (الإنجليزية)
- بوبي جونز على موقع ديسكوغز (الإنجليزية)
- بوبي جونز على موقع قاعدة بيانات الفيلم (الإنجليزية)